# エウテルペー

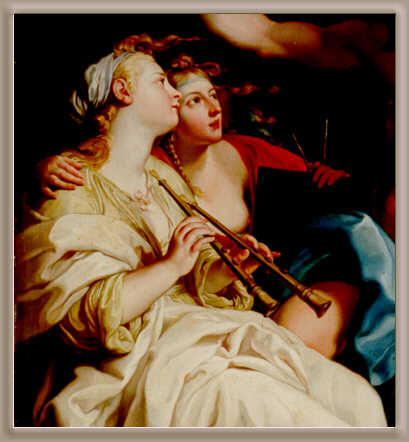
ムーサであるエウテルペーとウーラニアー。ポンペオ・バトーニ（1708-1787）の『アポロンと二人のムーサ』より部分。

エウテルペー（古希: Εὐτέρπη、古代ギリシア語ラテン翻字: Euterpē）は、ギリシア神話の女神で、9柱の文芸の女神ムーサたち（ムーサイ）の1柱である。抒情詩のムーサ。長母音を省略してエウテルペとも表記される。
「喜ばしい女」の意で、古代ギリシア語の「Ευ（ふさわしい）」と「τέρπ-εω（喜ばす）」から。
ゼウスとムネーモシュネーの娘であり、カリオペー、クレイオー、メルポメネー、エラトー、テルプシコラー、タレイア、ポリュムニアー、ウーラニアーと姉妹。各ムーサイに役割が与えられた時に「快を与えるもの」として性格付けられ、後には抒情詩のムーサとされた。アウロスないしはフルートを持った姿で描かれる。
アウロスの発明者だとも言われているが、その点ではマルシュアースの方が有名である。アポロドーロスによると、エウテルペーはストリューモーン河によって身ごもり、男の子レーソスを生んだ。レーソスはトラーキア人を統べることとなったが、トロイアでディオメーデースによって殺害された。

## ギャラリー

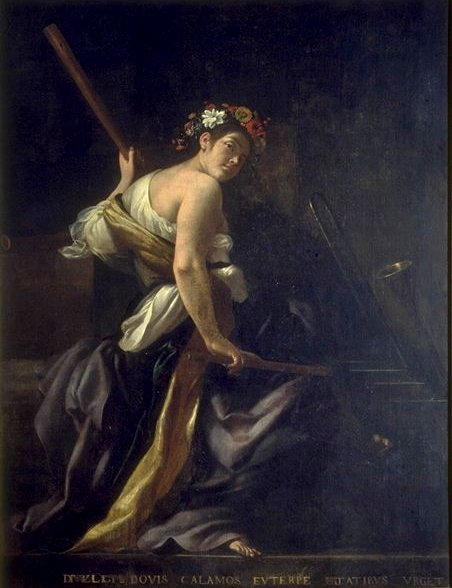
ジョヴァンニ・バリオーネ『エウテルペー、抒情詩を司るムーサ』（1620年） アラス美術館所蔵
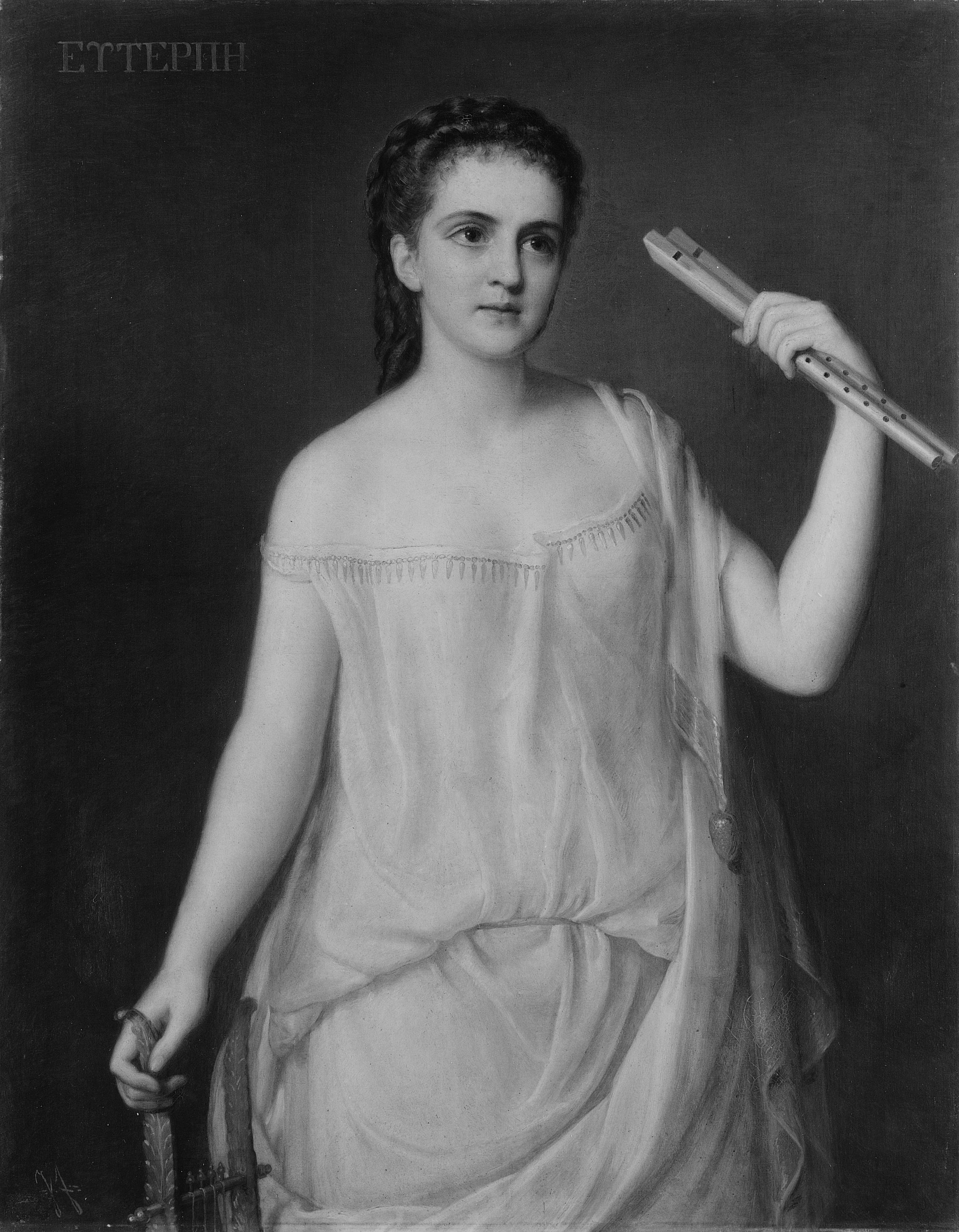
ジュゼッペ・ファニャーニ『エウテルペー』（1869年） メトロポリタン美術館所蔵
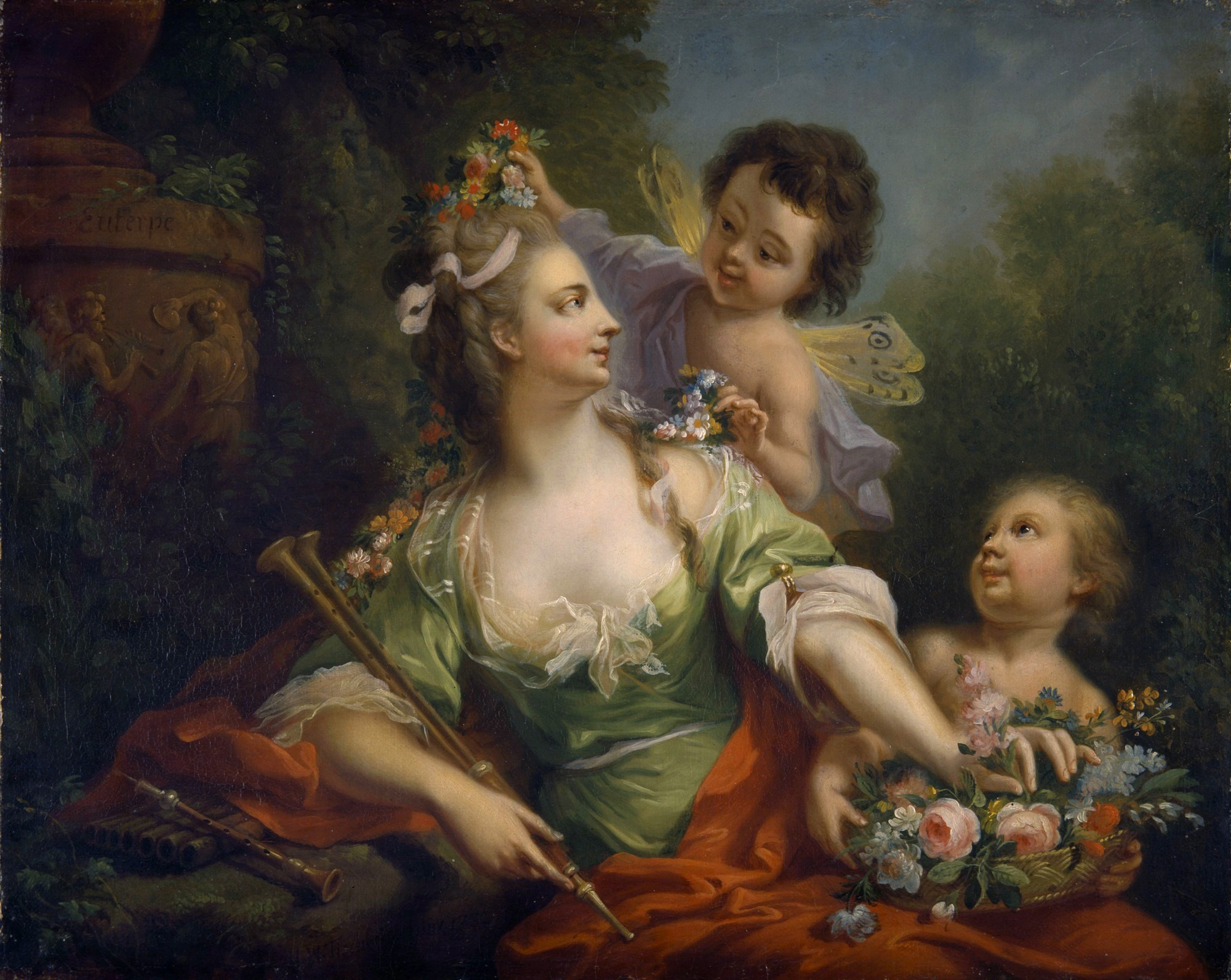
ヨハン・ハインリヒ・ティシュバイン『エウテルペー』（1782年） カッセル市立美術館（英語版）所蔵
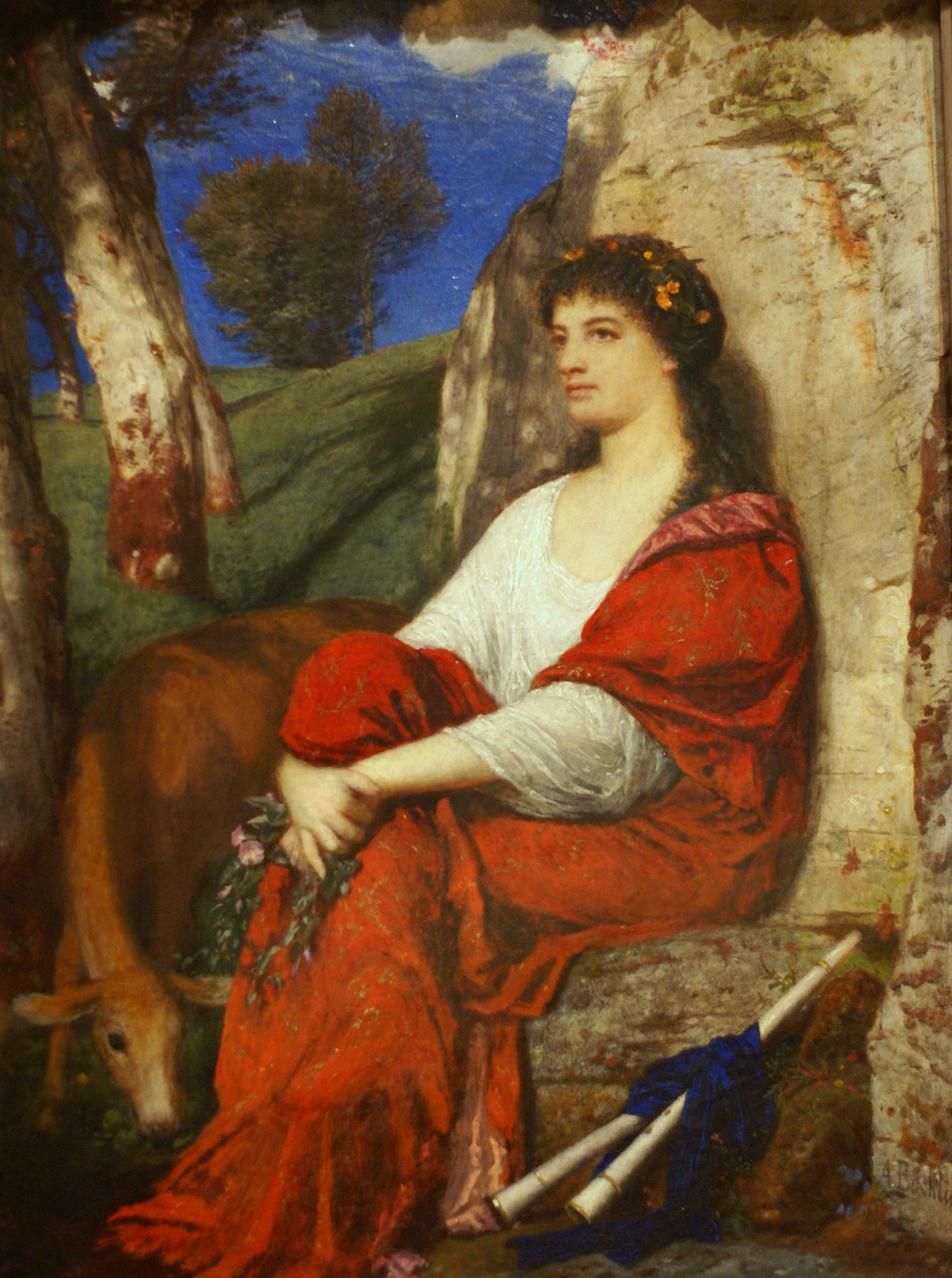
アルノルト・ベックリン『エウテルペー』（1872年） ダルムシュタット州立博物館（英語版）所蔵
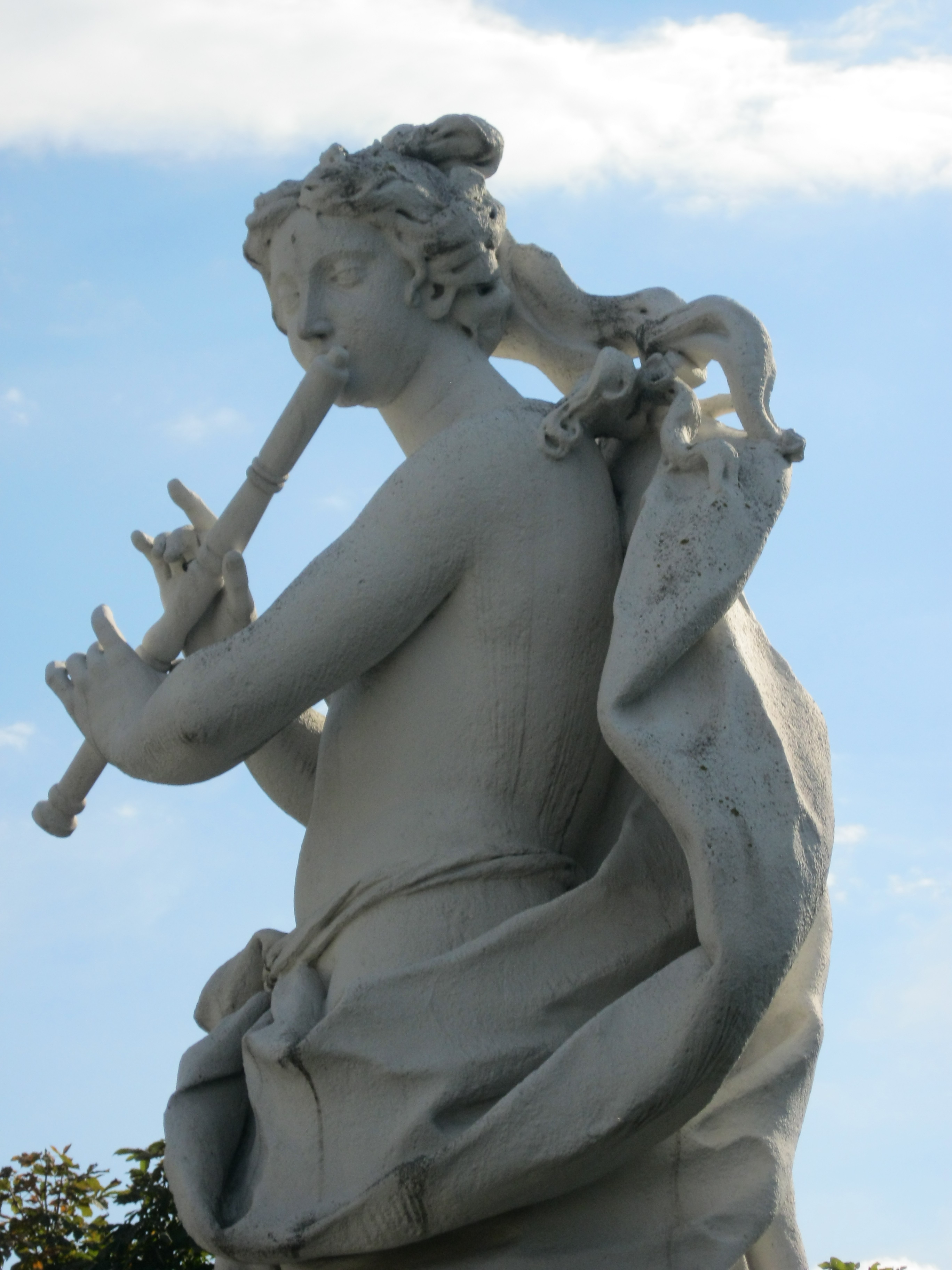
ベルヴェデーレ宮殿の庭園にあるエウテルペーの像
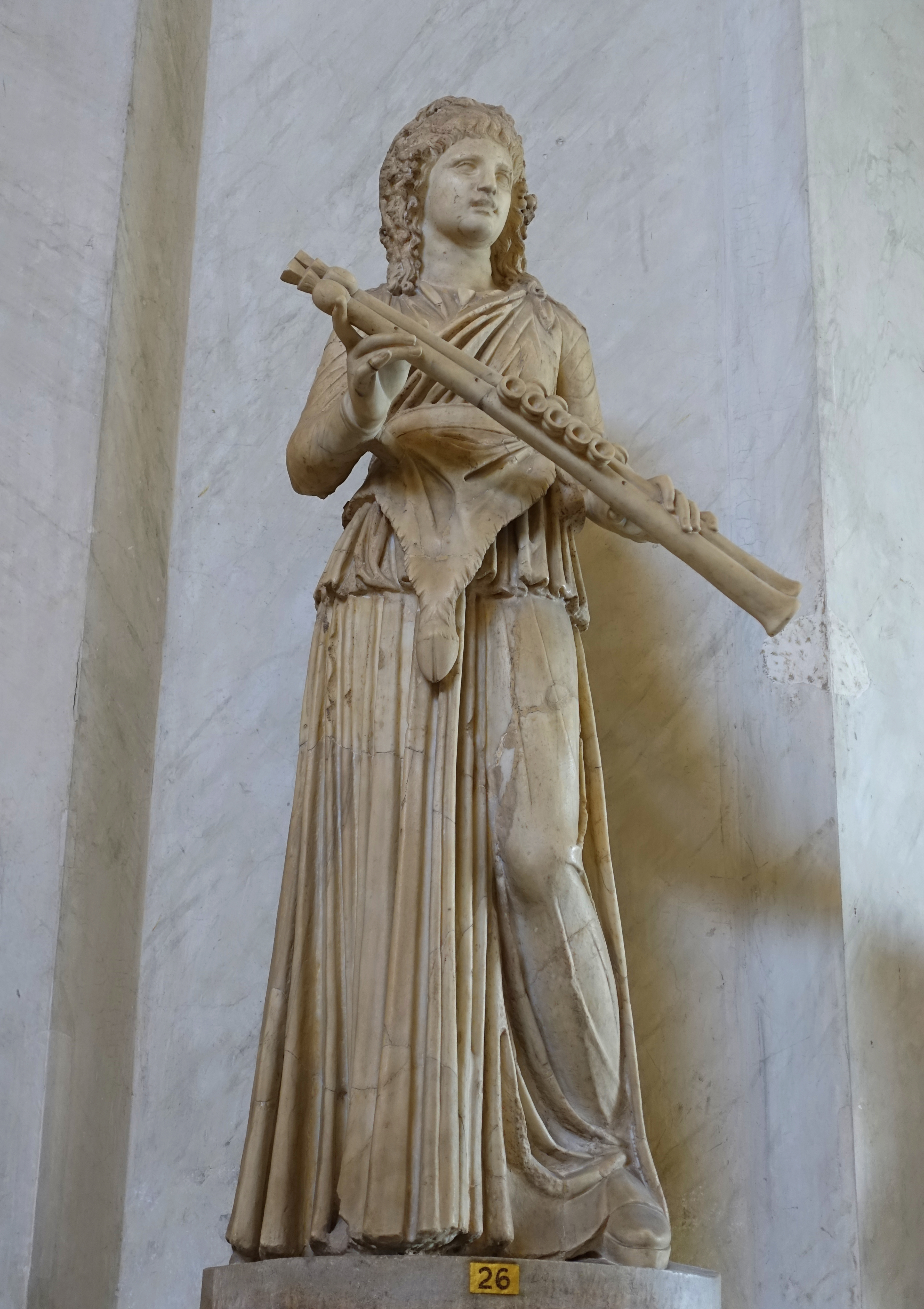
エウテルペーの像 バチカン美術館所蔵
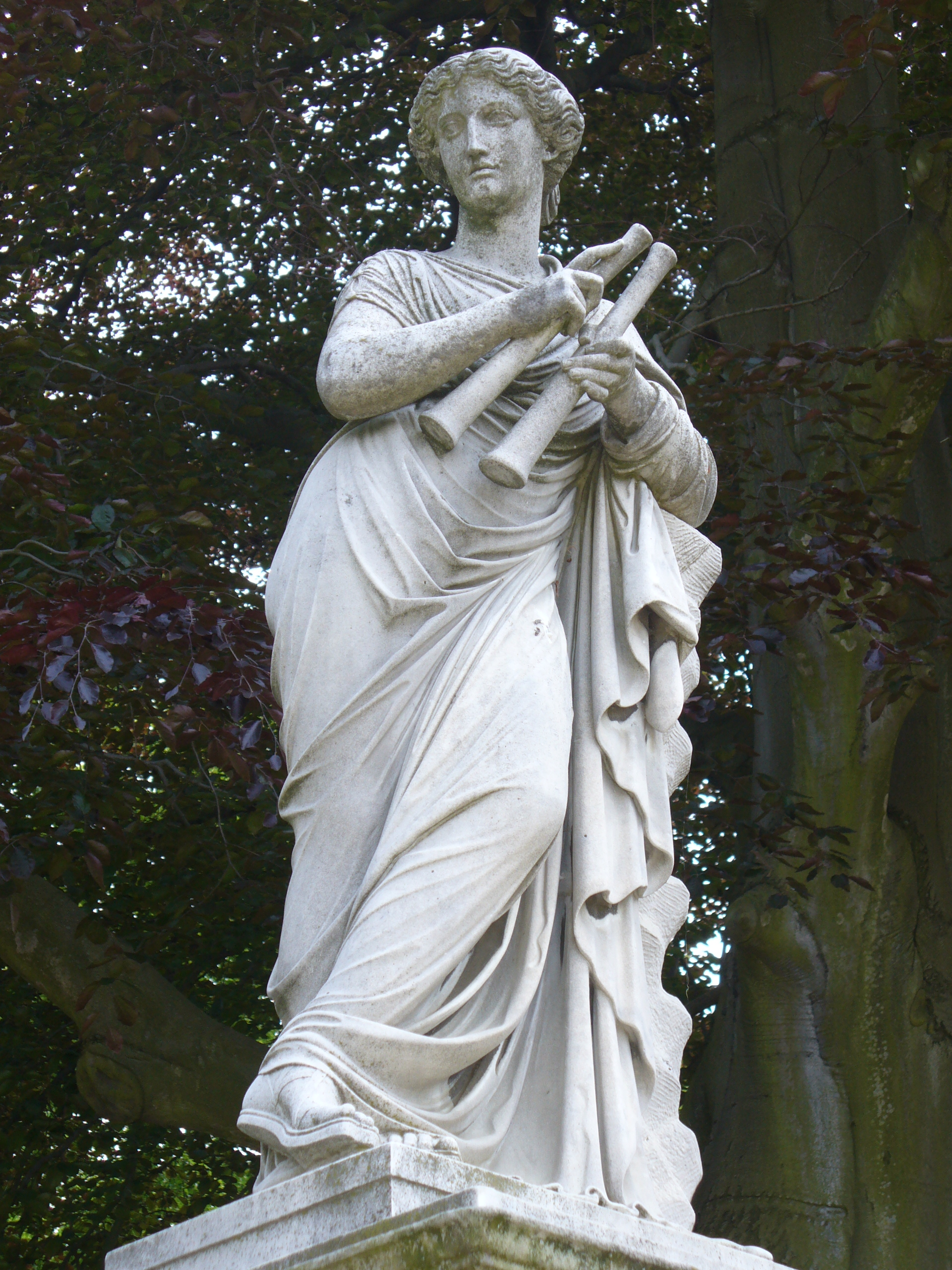
エウテルペーの像